# Théodore-Adrien Sarr
Théodore-Adrien Sarr (Fadiouth, 28 de novembro de 1936) é um cardeal senegalês, arcebispo-emérito de Dacar.

## Biografia
Estudou no Seminário Menor de Hann (estudos secundários; obteve um bacharelado); no Seminário Maior de Sebikhotane (filosofia e teologia); e na Universidade de Dacar (licenciatura em línguas clássicas: latim e grego). Foi ordenado padre em 28 de maio de 1964, em Ngazobil, por Hyacinthe Thiandoum, arcebispo de Dacar. Realizou o trabalho pastoral na paróquia de Saint-Thérèse, Dacar, como assistente dos grupos da Ação Católica e professor do Seminário Menor de Ngazobil; depois, como seu superior entre 1970 e 1974.
Nomeado bispo de Kaolack em 1 de julho de 1974 pelo Papa Paulo VI, foi consagrado em 24 de novembro em Kaolack, ao ar livre, na grande praça do Collège Pie XII, por Hyacinthe Thiandoum, arcebispo de Dacar, assistido por Théophile Albert Cadoux, bispo-emérito de Kaolack, e por Augustin Sagna, bispo de Ziguinchor.
Eleito presidente da Conferência Episcopal do Senegal, Mauritânia, Cabo Verde e Guiné-Bissau, para o período de 1985 a 2005. Foi promovido a arcebispo metropolitano de Dacar em 2 de junho de 2000, pelo Papa João Paulo II. Entre 2003 e 2016, foi o presidente da Conferência Episcopal Regional da África Ocidental.
Em 17 de outubro de 2007, foi anunciada a sua criação como cardeal pelo Papa Bento XVI, no Consistório de 24 de novembro, sendo-lhe imposto o barrete cardinalício em 6 de abril de 2008, com o titulus de cardeal-presbítero de Santa Lucia a Piazza d'Armi.
Sua renúncia ao governo pastoral da arquidiocese de Dacar foi aceita pelo Papa Francisco em 22 de dezembro de 2014.

## Conclaves
- Conclave de 2013 - participou da eleição de Jorge Mario Bergoglio como Papa Francisco.